# Jacques Bouteloup (Va-de-bon-cœur)
Pour les articles homonymes, voir Jacques Bouteloup et Bouteloup.
Jacques Bouteloup, surnommé Va-de-bon-cœur, né le 29 septembre 1776 Joué-en-Charnie, mort le 11 septembre 1841 à Torcé-Viviers-en-Charnie, fut un chef chouan de la Charnie lors de la Révolution française.

## Biographie
Fils de Jacques Bouteloup et d'Anne Brossard.
Il s'enrôle à 16 ans dans les Chouans de la Charnie auprès de Louis Courtillé dit Saint-Paul et acquiert une réputation d'homme humble et brave. Il reparaît en 1799 sous les ordres du Général Claude-Augustin de Tercier (° 1752 - † 1823) à la division de Vaiges. Il devient capitaine de la 1re légion de l'armée de Bourmont, légion de Château-Gontier en 1799-1800.
Il prend Loué en octobre 1799, avec seulement 3 compagnons, mais refuse de rendre les armes (de même que Tercier) lors du désarmement de Voutré et Torcé le 24 février 1800.
À la Restauration, il est cultivateur à Torcé, et son dossier porte la mention : «Très brave, il mérite une pension, ayant beaucoup perdu ». Il se tient dans les Coëvrons pendant les Cent-Jours à la tête d'une poignée de royalistes, avec notamment le baron de Bordigné, mais ce dernier, circonvenu par Malartic, renonce à son projet, et Bouteloup agit seul, rassemblant une centaine d'hommes avec lesquels il tient la campagne dans les Coëvrons.
Il participe encore à l'insurrection légitimiste de 1832 et sacrifie la perception de Sainte-Suzanne pour prendre les armes avec ses trois fils et reprendre le commandement. Dans la nuit du 27 au 28 mai 1832, avec Bordigné, Mauboussin et 200 chouans, il désarme les bourgs de Saint-Léger, de Voutré et de Saint-Georges-sur-Erve.
Mort à Torcé le 11 septembre 1841, on grava sur sa tombe :

Époux tendre et pieux,  

Le plus aimé des pères,  

Âme ardente, cœur généreux,  

Sensible à toutes les misères,  

Il fut soldat vaillant, il fut homme de foi;

Pour l'honneur de son Dieu, pour l'amour de son roi

Il donna son repos, sa fortune et sa vie, 

Qu'il soit heureux au sein de la Patrie ! 

## Sources et bibliographie
- « Jacques Bouteloup (Va-de-bon-cœur) », dans Alphonse-Victor Angot et Ferdinand Gaugain, Dictionnaire historique, topographique et biographique de la Mayenne, Laval, A. Goupil, 1900-1910 [détail des éditions] (BNF 34106789, présentation en ligne)
- Dictionnaire des Chouans de la Mayenne, d'Hubert La Marle, Éditions régionales de l'Ouest, Mayenne, 2005.